# Robertus spinifer
Robertus spinifer är en spindelart som först beskrevs av James Henry Emerton 1909.  Robertus spinifer ingår i släktet fuktspindlar, och familjen klotspindlar. Inga underarter finns listade i Catalogue of Life.